# José Luis Díaz Gómez
José Luis Díaz Gómez (Ciudad de México, 1943) es un médico cirujano, investigador y académico mexicano. Se ha especializado en psicobiología, ha realizado estudios sobre neuroquímica, psicofarmacología, etnofarmacología y etología.

## Estudios
Cursó la licenciatura de Facultad de Medicina de la Universidad Nacional Autónoma de México (UNAM), fue discípulo de Dionisio Nieto, obtuvo su título de médico cirujano en 1967, ese mismo año comenzó su labor como investigador en el Instituto de Investigaciones Biomédicas de su alma mater.

## Investigador y académico
En la década de 1970 fue investigador asociado en los laboratorios de investigación psiquiátrica de la Universidad de Harvard y en el Hospital General de Massachusetts. Al regresar a México se reincorporó al Instituto de Investigaciones Biomédicas de la UNAM en el cual colaboró hasta 1993. Paralelamente fue investigador asociado del Instituto Nacional de Neurología y Neurocirugía de 1968 a 1985 y del Instituto Nacional de Psiquiatría de 1985 a 1993.
De 1993 a 2003 fue investigador en el Centro de Neurobiología de Juriquilla, Querétaro. Como profesor visitante ha impartido cursos en la Universidad de Arizona, en Estados Unidos, y en la Universidad de Santiago de Compostela, en España. Es investigador del Departamento de Historia y Filosofía de la Medicina de la Facultad de Medicina de la UNAM. El 13 de junio de 2013 fue elegido miembro de número de la Academia Mexicana de la Lengua para ocupar la silla VI.

## Obras publicadas
Ha escrito más de 150 artículos científicos y de divulgación. Es autor de varios libros, entre ellos:
- Psicobiología y conducta: rutas de una indagación, en 1989.
- La mente y el comportamiento animal, en 1994.
- El ábaco, la lira y la rosa. Las regiones del conocimiento, en 1997.
- La conciencia viviente, en 2007.
- En 2006 escribió el libro El vuelo de la serpiente, el cual trata sobre el mito de Quetzalcóatl y su simbolismo. Esta obra fue traducida al inglés y publicada en Toronto.[3]
- En 2009 publicó el libro Sementeira en memoria, ensayo biográfico en gallego que trata sobre la vida de su tío Manuel González Díaz, quien fue médico republicano y fue fusilado durante la Guerra Civil española.
- En 2010 publicó el libro Siembra y memoria: muerte y evocación de un médico republicano, al igual que el anterior, trata de la vida de su tío, pero esta vez fue publicado en idioma español.